# المجلس الوطني السوداني
المجلس الوطني السوداني هو الهيئة التشريعية في السودان، ويتكون من 426 مقعداً، وهو المجلس الأدنى في المجلس التشريعي السوداني.

## طالع أيضًا
- المجلس التشريعي السوداني